# Sophie Brown
Sophie Brown (* 12. Februar 1993) ist eine englische Badmintonspielerin. 

## Karriere
Sophie Brown nahm 2011 an den Badminton-Juniorenweltmeisterschaften. 2010 siegte sie bei den Portuguese Juniors, 2011 bei den Italian Juniors. Im letztgenannten Jahr wurden sie auch Dritte bei den Welsh International 2011. Bei den Polish Open 2012 und den Irish Open 2012 belegte sie Rang drei im Damendoppel mit Helena Lewczynska. 2013 startete sie in der Qualifikation zu den All England.